# Yusufoğlu
Yusufoğlu ist ein ursprünglich patronymisch gebildeter türkischer Familienname mit der Bedeutung „Sohn (-oğlu) des Yusuf“ (Josef).

## Namensträger
- Melek Yusufoğlu (* 1994), türkische Profi-Basketballspielerin
- Nihat Yusufoğlu (1974–1990), türkisch-kurdisches Opfer einer rechtsextremen Gewalttat in Deutschland
- Olcay Yusufoğlu (* 1988), türkische Schauspielerin und Synchronsprecherin
- Şadi Yusufoğlu (* 1987), türkischer Biathlet